# Mening do'stim jin
Mening do'stim jin La película de comedia romántica en uzbeko fue rodada en 2013 por el director Iqbol Meliqoziyev y el guionista Jahongir Ahmedov.Qudratilla Fayzullayev actuó como productor general. La película está protagonizada por Asqar Hikmatov, Shahzoda Muhammedova, Muhammadiso Abdulxairov y Xosiyat Xusanova, mientras que Umid Shodmonov aparece en un cameo extendido.
La película se estrenó el 25 de noviembre de 2013, recibió una respuesta mixta de los críticos y fue declarada promedio en taquilla.

## Trama
El bondadoso Markhayaz Ashimov vive con su madre y su hermana menor, termina la escuela y trabaja a tiempo parcial, ayudando a una familia que se quedó sin padre. Y todo habría ido bien si tres de sus compañeros no lo hubieran molestado en la escuela: Batyr, Zakir y Shakir.

## Elenco
- Asqar Hikmatov
- Shahzoda Muhammedova
- Muhammadiso Abdulxairov
- Xosiyat Xusanova
- Umid Shodmonov
- Isoqtoy Jumanov
- Zuhra Soliyeva
- Saidolim Xo'jayev
- Solijon Toirov
- Sur'at Islomov
- Shahlo Mahkamova
- Aziza Sharipova
- Karimaxon Sharipova
- Alisher Uzoqov
- Diyas Raxmatov
- Dilnoza Nig'matjonova
- Gavhar Botirova
- Mohira G'ayratova
- Shahzoda Nasritdinova
- Hidoyat Nosirova
- Sunnat Abduqodirov
- Doston Ermatov
- Aziz Hakimov
- Jahongir To'lqinov
- Maruf Inog'omov